# Băltățeni (okręg Vaslui)
Băltățeni – wieś w Rumunii, w okręgu Vaslui, w gminie Băcani. W 2011 roku liczyła 483 mieszkańców.